# Emil Eckstein
Emil Eckstein (* 23. September 1889 in Albrechts; † 1. November 1944 in Ichtershausen) war ein sozialdemokratischer Widerstandskämpfer gegen den Nationalsozialismus, der in Gestapohaft starb.

## Leben
Nach dem Besuch der Volksschule erlernte er den Beruf des Büchsenmachers. Später qualifizierte er sich zum Lehrenbauer. Sein Bruder war Adolf Eckstein, der auf dem Friedberg, Blumenweg 3 wohnte. Wegen neuer Arbeitsstellen zog er vor dem Ersten Weltkrieg von Suhl nach Sömmerda und später nach Berlin um. Nach dem Krieg ließ er sich in Schmalkalden nieder. Politisch führte ihn sein Weg von der SPD über die USPD zur KPD und seit 1928 wieder zurück zur SPD. Außerdem war er Mitglied im Deutschen Metallarbeiter-Verband (DMV). Im Ersten Weltkrieg wurde er 1915 als Armierungssoldat eingezogen, aber 1916 wieder freigestellt für eine Arbeit bei der Rüstungsfirma Gebr. Kerner Am Sehmar. Seit 1919 war er angestellt in der Ortsverwaltung des DMV von Schmalkalden und war drei Jahre Stadtrat mit dem Mandat der KPD. Seit 1925 war er arbeitslos und verdiente seinen Lebensunterhalt ein Jahrzehnt als Anzeigenwerber für die Zeitung „Volksstimme“ in Schmalkalden. 1936 fand er eine Anstellung als Lehrenbauer bei Friedrich Wilhelm Heym in Suhl. Seit Mitte der 1930er Jahre gehörte er zur antifaschistischen Friedberg-Gruppe. Sie trafen sich illegal, tauschten sich über Informationen aus der Schweiz und von den Alliierten aus und besprachen Aufklärungsaktionen durch Flugblätter und persönliche Gespräche. Auch wurden zahlreiche Verbindungen zu Hitler-Gegnern in Leipzig und Erfurt geknüpft, so zu Karl Ross und Willi Vogler. Die Arbeiter der Rüstungsbetriebe wurden dazu animiert, langsam zu arbeiten und sich krankzumelden, um den Waffenaussstoß zu verringern. Auch Nachrichten über die Deportation und Ermordung jüdischer Mitbürger wurden beschafft und weiter verbreitet. Am 3. September 1943 gehörte Eckstein zu den mehr als 50 Personen, die bei einer Massenverhaftung den Suhler Hochverratsprozessen zugeführt werden sollten. Er kam in die Landesstrafanstalt Ichtershausen. Obwohl er hier grausam misshandelt wurde, sprach er seinen Genossen noch Mut zu. Am 4. Oktober 1944 wurde von Oberreichsanwalt Weyersberg die Anklageschrift auf Hochverrat, Feindbegünstigung und Wehrkraftzersetzung gegen Emil Eckstein & Genossen unterzeichnet. Es kam jedoch nicht mehr zu seinem Todesurteil. Weil er bereits 1943 eine Magenoperation durchzustehen hatte, verstarb er unter den unmenschlichen Haftbedingungen am 1. November 1944 faktisch an Hunger.

## Erinnerung
- Sein Name und die Namen weiterer Widerstandskämpfer sind an der Gedenkstätte bei der ehemaligen Siedlergaststätte auf dem Friedberg eingemeißelt.[1]
- Am 23. November 2008 wurde vor seinem letzten Wohnsitz am Azalienweg 5 von Suhl ein Stolperstein zu seinem Gedenken gelegt.